# Lord Lovel
«Lord Lovel» (с англ. — «Лорд Лоуэл»; Child 75, Roud 48) — народная баллада английского происхождения. Фрэнсис Джеймс Чайлд в своём собрании приводит одиннадцать её вариантов, а также мелодию. Самый ранний текст датируется 1765 годом и содержится в письме от Хораса Уолпола к Томасу Перси. Бертран Харрис Бронсон полагает фабулу баллады слишком «пресной» и предполагает, что та не забылась в народной традиции только благодаря своей мелодии.

## Сюжет
Лорд Лоуэл отправляется в путешествие. Жена (леди Нэнси) просит того не ехать, однако он непреклонен. Когда он достигает своего назначения, то начинает тосковать по милой и поворачивает домой, по возвращении обнаруживая, что она умерла от любви. Он тоже умирает.
В Германии и Скандинавии широко распространены несколько типов баллад, схожих сюжетом с этой, а также с балладой «Fair Margaret and Sweet William» (Child 74). Чайлд приводит сюжет одной из самых похожих на английскую, под названием «Der Ritter und die Maid». Рыцарь и девушка проводят вместе ночь. Наутро она начинает плакать. Мужчина пытается успокоить её, говоря, что заплатит за её попранную честь. Однако она не хочет ничего, кроме его любви. По возвращении к матери та, видя девушку, интересуется, почему у неё смято платье и предлагает ей поесть. Несчастная отказывается, ложится в постель и вскоре умирает. Рыцарь видит дурной сон, наутро направляется к дому девушки и встречает похоронную процессию. Охваченный поздним раскаянием, он пронзает себя мечом. Любовников хоронят в одном гробу. Сходная фабула у норвежской «Maarstíg aa hass möy» и шведской «Herr Malmstens dröm». Другая история из Швеции, «Den sörjande», содержит только заключительный эпизод с рыцарем. Похоже на английскую начинается датская баллада «Den elskedes Død», известная из двух манускриптов XVI века.